# Delta Air Lines
Pour les articles homonymes, voir Delta (homonymie).
Delta Air Lines (Code AITA : DL ; code OACI : DAL) est une compagnie aérienne américaine opérant sur des vols réguliers aux États-Unis et dans le monde. Delta, dont le siège est à Atlanta, est régie par les lois du Delaware.
Ayant fusionné depuis le 29 octobre 2008 avec Northwest Airlines, Delta est l'une des principales compagnies au monde, avec 95 000 employés, desservant 375 destinations dans 66 pays. Son chiffre d'affaires est de 55 milliards de dollars USD, ce qui en fait la première compagnie au monde par chiffre d’affaires (2022). La compagnie possède également la deuxième plus grande flotte au monde avec 951 avions  .
Delta, en service intérieur et international, (compagnie aérienne), Delta Shuttle (en), Delta Connection, Delta SkyTeam ainsi que ses partenaires à travers le monde effectuent chaque jour 7 615 vols vers 496 aéroports dans 88 pays.
La compagnie a de multiples hubs, dont Atlanta est le plus important en nombre de passagers et de vols. Ses autres hubs sont Los Angeles, New York JFK, New York LaGuardia, Détroit, Minneapolis, Boston, Seattle et Salt Lake City. En 2021, Delta Air Lines était la compagnie aérienne qui a accueilli le plus de passagers au monde avec 260 millions de passagers .

## Histoire

### Depuis la création jusqu'aux années 1980
Créée le 30 mai 1924, elle est la première compagnie aérienne agricole jusqu'en 1929. En 1929,Delta est racheté par un ingénieur(C.E Woolman) de la compagnie ainsi que par des investisseurs.
Delta déplace son siège de Monroe, en Louisiane à Atlanta en 1941. Le nom de la société devient officiellement Delta Air Lines en 1945. L'année suivante, la compagnie commence ses opérations de transport de fret.

En 1953, elle fusionne avec Chicago&Southern Airlines ce qui lui permet de lancer ses premières liaisons internationales. En 1959, elle devient la première compagnie à opérer le DC-8 de l'avionneur américain Douglas et en 1960 le Convair 880. En 1965, elle est également compagnie de lancement du DC-9.

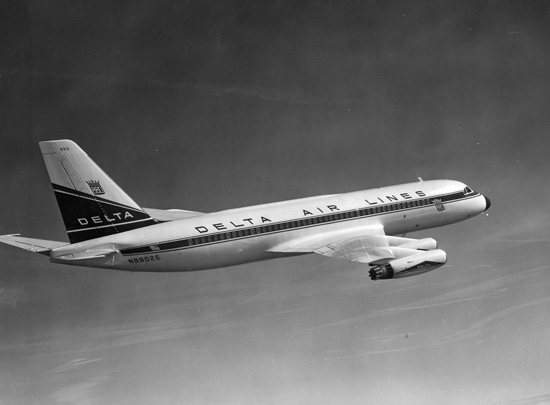
Convair 880 de Delta.
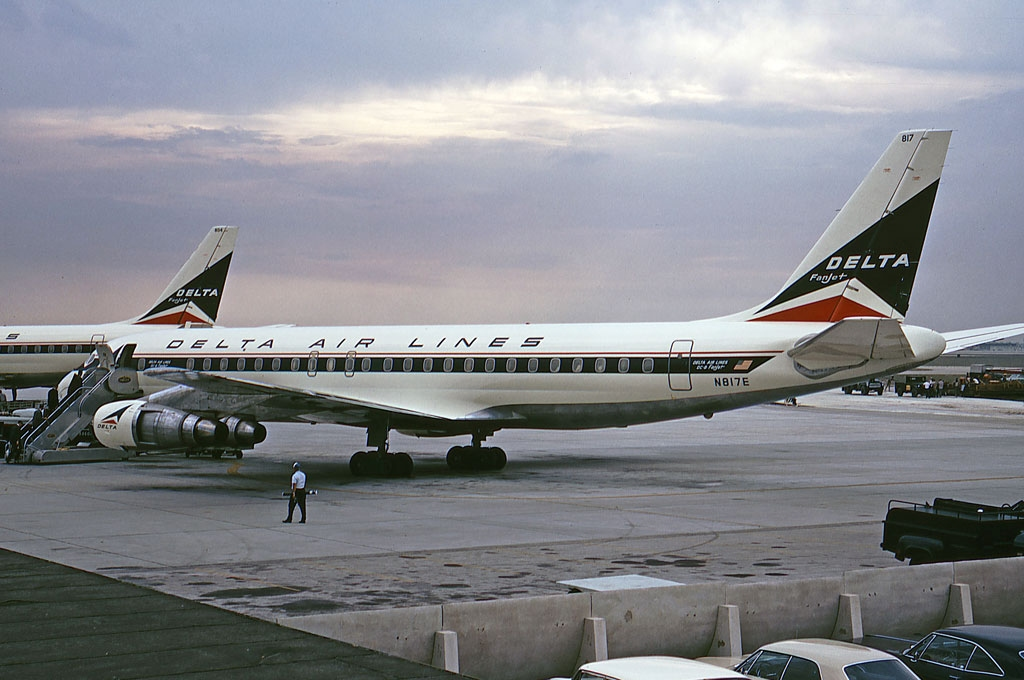
Un Douglas DC-8.
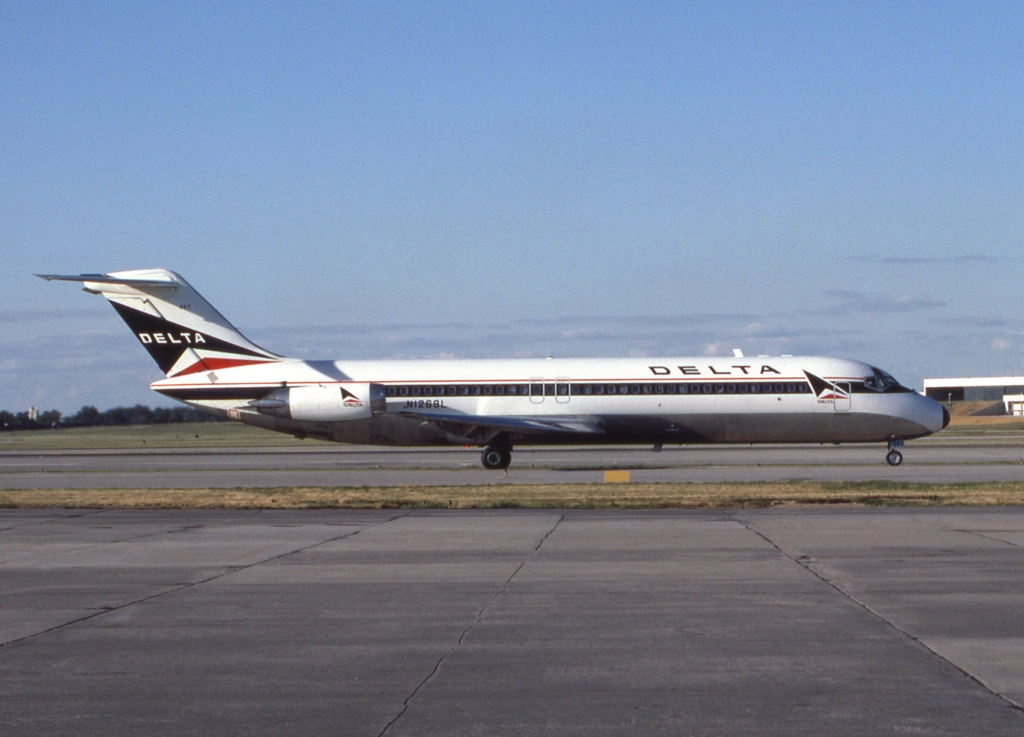
Un DC-9 photographié en 1984.

En 1972, elle fusionne avec Northeast Airlines (en).

### Années 1980

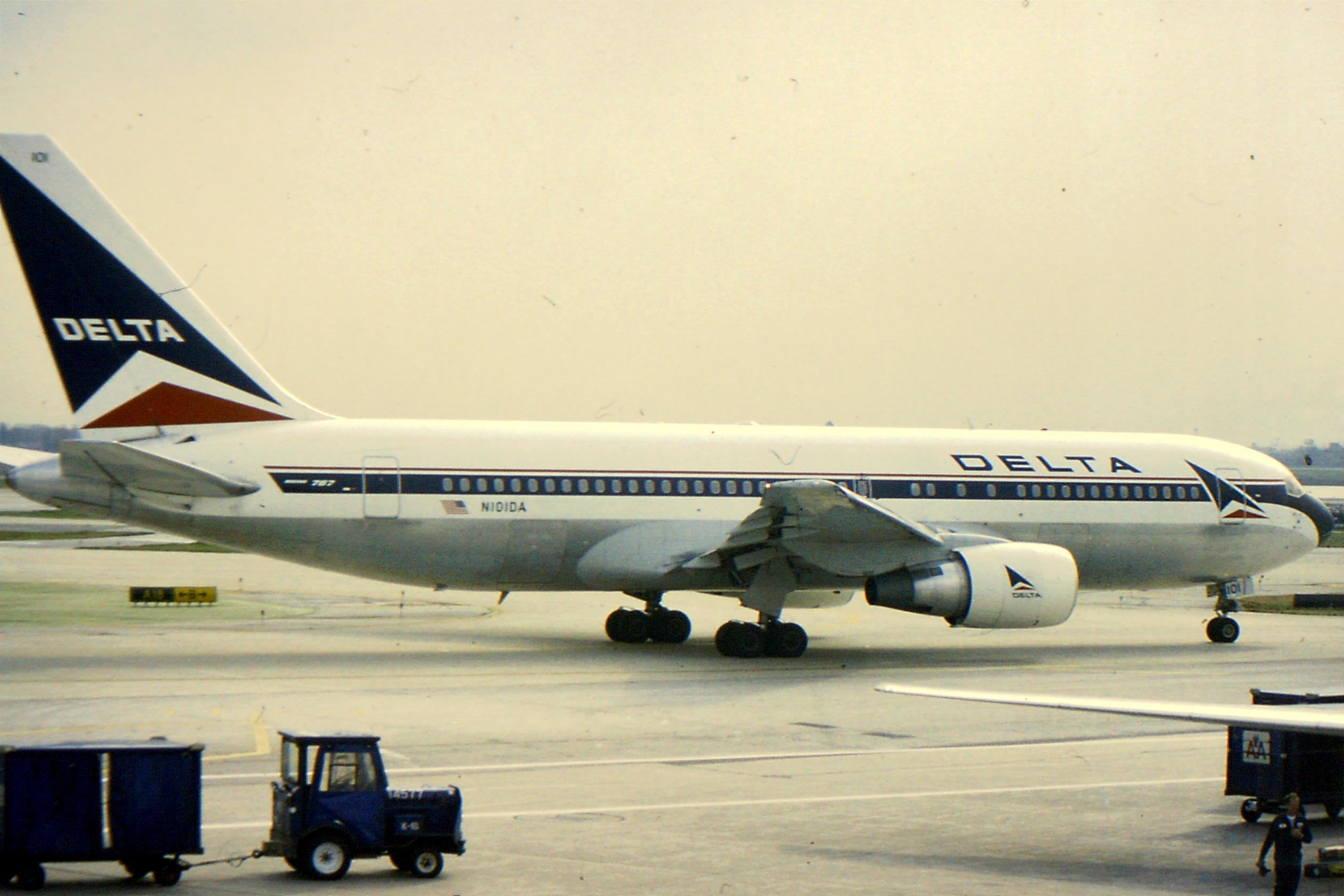
Un Boeing 767-200 de Delta au début des années 1990.

En 1981, Delta Airlines lance son premier programme de fidélité qui devient SkyMiles en 1995. Le 15 décembre 1982, Delta met en service son premier Boeing 767-200 dans un contexte financier délicat (choc pétrolier, dérégulation à partir de 1978). Delta annonce ainsi sa première perte annuelle après 35 années de bénéfice. Cet appareil, surnommé Spirit of Delta, fut financé par des contributions volontaires des employés, retraités et partenaires de la compagnie. Ce projet, appelé Projet 767, a été lancé par trois employés de bord et leva près de 30 millions de dollars pour le financement de l'avion.Ce projet a été fait en honneur à C.E Woolman qui est le "père fondateur" de la version "passagère" de Delta. Sans lui , la compagnie n'aurait pas décollé !
En 1987, elle fusionne avec Western Airlines.

### Années 1990
Après plusieurs années difficiles au début des années 1990 marquées par une récession mondiale et les répercussions de la guerre du Golfe, la situation du secteur aérien s'améliore graduellement au cours de la décennie. Delta enregistre plusieurs années de pertes à partir de 1991, mais finit par enregistrer les meilleurs résultats de son histoire (à l'époque) à la fin des années 1990.
Le début de la décennie est marqué par l'entrée du MD-11 dans la flotte en 1990.
Le 1er septembre 1991, Delta reprend l'exploitation de la Pan-Am Shuttle reliant Boston, New-York et Washington qui est renommée Delta Shuttle. Deux mois plus tard exactement, le 1er novembre 1991, Delta reprend ce qui reste des opérations transatlantiques de Pan Am comprenant :
- Des lignes entre New-York JFK et 15 villes européennes
- Les opérations du hub de Frankfort vers 9 destinations en Europe, Moyen-Orient et Inde
- Les lignes Washington DC – Frankfort et Miami – Londres
- 45 appareils

Cette opération fait de Delta Airlines le plus important transporteur transatlantique. Le prix de cette acquisition s'élève à 416 millions de dollars et s'accompagne d'un soutien financier de Delta envers Pan Am. Cependant, devant les difficultés financières de Pan Am, Delta annonce le 1er décembre 1991 la suspension de son soutien et Pan Am cesse ses opérations trois jours plus tard. La récupération de la ligne Détroit – Londres par Delta cause un litige avec Northwest Airlines qui conteste ce transfert du fait de la faible présence de Delta à l'aéroport de Détroit qui est au contraire un hub de Northwest. Le département des Transports valide finalement le transfert de la ligne à Delta en mars 1992.
| - Un Lockheed TriStar - Un MD-11 |

En avril 1994, Delta annonce un plan en trois ans nommé Leadeship 7.5 qui vise à améliorer la profitabilité de la compagnie. Le cœur du programme consiste en une réduction des coûts de 2 milliards de dollars sur la période 1994-1997 accompagné d'une réduction sévère des effectifs qui sont réduits de 14 % sur la seule année fiscale 1995. L'entrée en vigueur le 1er mai 1996 d'un nouvel accord collectif avec l'ALPA (Association des pilotes de lignes) permet une économie de 760 millions de dollars sur 4 années. La même année, Delta signe un accord de partage de code avec Sabena, Austrian Airlines et Malev sur les vols reliant respectivement New-York à Bruxelles, Vienne et Budapest. De plus, Delta supprime de nombreuses lignes transatlantiques non rentables (San-Francisco – Frankfurt,
Cincinnati – Munich, Miami – Londres, New-York JFK – Oslo et Stockholm),.

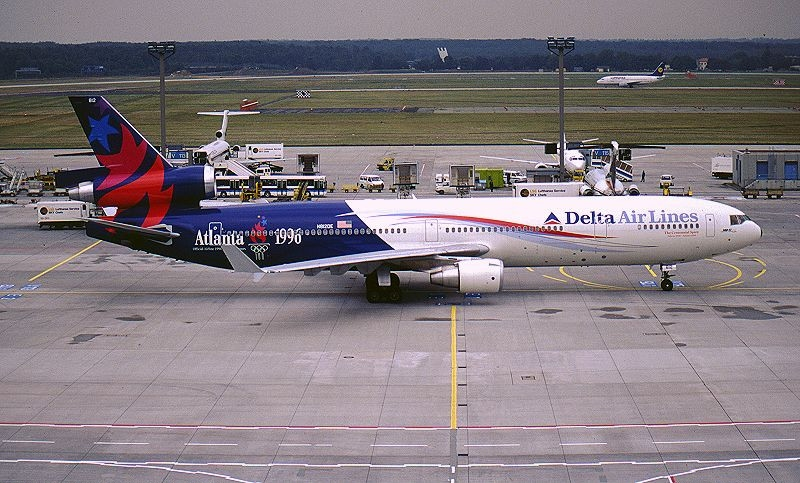
Livrée spéciale pour les Jeux olympiques d'Atlanta sur le MD-11 Centenial Spirit

Delta Airlines est le transporteur officiel des Jeux olympiques d'Atlanta organisés en 1996. Un MD-11 (surnommé Centennial Spirit – Esprit du centenaire) est peint d'une livrée spéciale pour transporter la flamme olympique entre Athènes et Los-Angeles.
À titre d'exemple, les lignes transatlantiques de Delta, fortement déficitaires jusqu'en 1993, commencent à voir leurs résultats se redresser à partir de 1994 pour sortir du rouge à partir de 1995. Cette amélioration est portée simultanément par une amélioration de la recette unitaire et une réduction des coûts. Delta continue les fermetures de lignes au cours de l'année fiscale 1996 que ce soient des lignes transatlantiques (New-York JFK – Hambourg, Atlanta – Hambourg, Dallas – Frankfort, New-York JFK – Lisbonne) ou issues de l'ancien réseau intercontinental au départ de l'Europe de Pan Am (Paris – Tel-Aviv, Frankfort – Delhi). La même année, Delta étend son accord de partage de code avec Austrian Airlines et Malev aux vols reliant Atlanta à Vienne et Budapest.

### Années 2000

#### Politique d'alliance

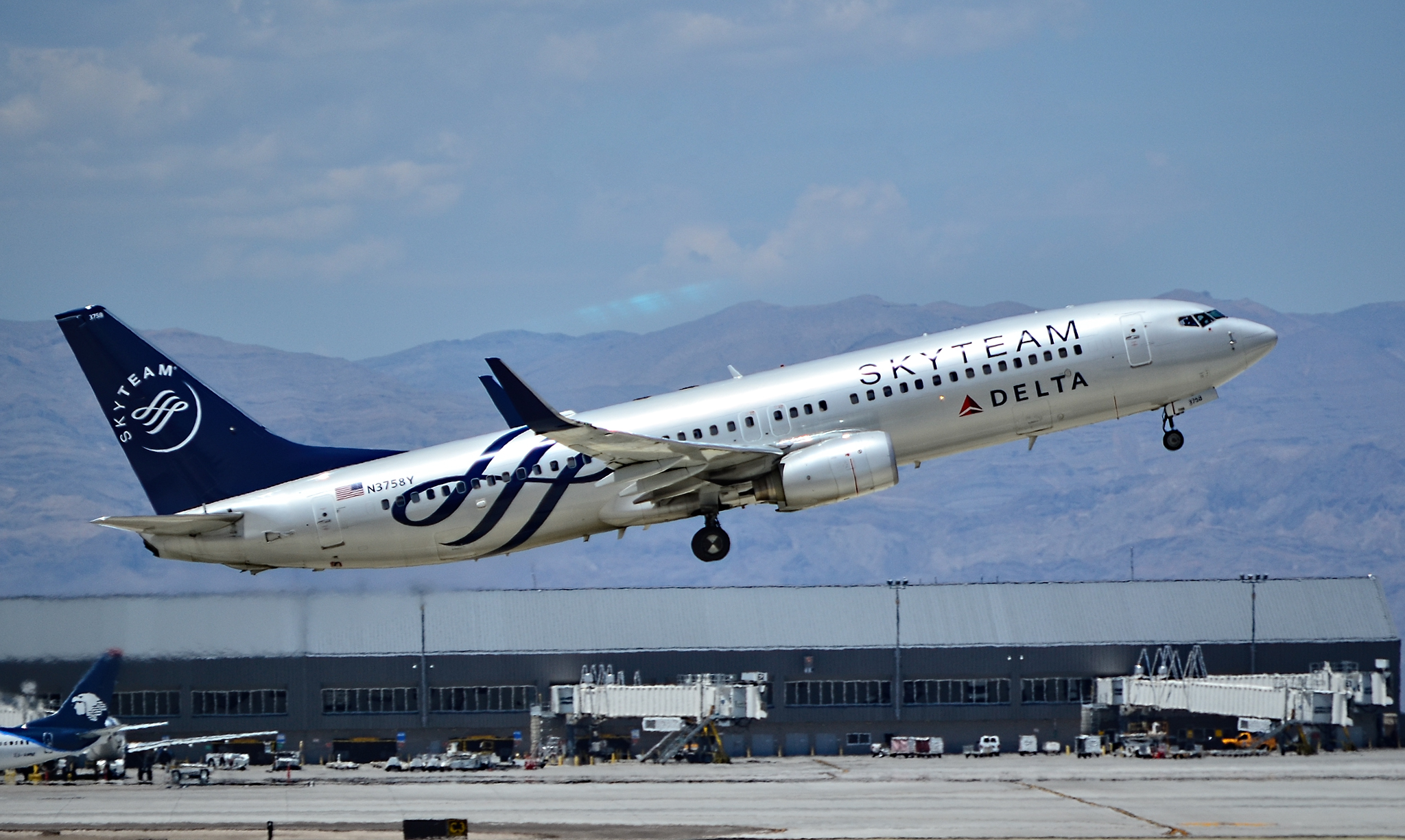
Un Boeing 737 de Delta portant les couleurs de l'alliance Skyteam

Le 22 juin 2000, elle participe à la fondation de l'alliance Skyteam avec Air France, Korean Air et Aeromexico.
Puis est signé un accord de coopération avec Northwest Airlines et Continental Airlines.
Delta multiplie les accords de partage de code au début des années 2000 avec par exemple Aerolitoral sur les lignes entre les États-Unis et le Mexique, ou la SNCF sur 8 lignes ferroviaires au départ de la gare TGV de l'Aéroport Charles-de-Gaulle. Delta reprend aussi son accord de partage de code avec Korean Air à partir du 1er mai 2002.

#### Impact du 11 septembre
Les attentats du 11 septembre conduisent à la fermeture de l'espace aérien américain jusqu'au 13 septembre 2001. Delta estime à 1,25 milliard de dollars l'impact des attentats sur son chiffre d'affaires. Devant la morosité extrême du marché, Delta est conduit à réduire drastiquement ses capacités de 16% à partir du 1er novembre 2001 notamment sur les lignes internationales et saisonnières. Des réductions d'effectifs sévères sont opérées avec notamment 11 000 suppressions d'emplois au dernier trimestre 2001.

#### Difficultés économiques et développement (2001-2007)
Le 31 juillet 2001, Delta opère le dernier vol du Lockheed L-1011 qui fut pendant de longues années la pierre angulaire de sa flotte d'avions long-courrier. Entré dans la flotte en 1973, il opère les premiers vols transatlantiques et transpacifiques de Delta respectivement en 1978 et 1987. Le L-1011, bruyant, âgé, et peu économe en carburant, était devenu très coûteux à opérer, d'autant plus qu'il nécessitait trois pilotes contrairement aux appareils plus récents qui n'en nécessitent que deux.
Le Boeing 727 subit deux ans plus tard le même sort pour des raisons identiques. Entré dans la flotte en 1972, Delta en a acquis 184 au fil des ans. Coûteux et dépassé, son retrait est effectif le 8 avril 2003 après un dernier vol commercial reliant Greensboro à Atlanta.
Un an plus tard, c'est au tour du McDonnell Douglas MD-11 d'être retiré de la flotte. Le dernier MD-11 relie Tokyo-Narita à Atlanta le 1er janvier 2004.
En septembre 2004, Delta annonce un vaste plan de restructuration prévoyant le départ de 6 900 salariés, à compter du 1er janvier 2005, avec l'espoir d'économiser 5 milliards de dollars américains d'ici deux ans. Delta Air Lines emploie alors quelque 60 000 personnes. Depuis le 11 septembre 2001, la compagnie a déjà dû supprimer environ 16 000 emplois. Mais en 2005,Delta airlines est en quasi-faillite. Mais l'article 11 du livre de commerce des États-Unis lui autorise de continuer ses opérations pendant sa restructuration (s'il y arrive).Le 30 avril 2007, Delta sort formellement du régime américain des faillites après une restructuration réussie de 19 mois, avec un an d'avance sur le plan d'économies initial.

Le 4 décembre 2006, Delta lance une liaison directe entre les États-Unis et l'Afrique en ouvrant plusieurs lignes au départ d'Atlanta vers Johannesburg en Afrique du Sud et Dakar au Sénégal. C'est la première fois qu'une compagnie américaine relie directement les États-Unis au continent africain depuis Pan Am qui avait fermé toutes ses lignes dans les années 1980. Quelques jours plus tard, le 13 décembre 2006, Delta lance une ligne directe entre Atlanta et la Guadeloupe à raison de deux vols hebdomadaires en haute saison et un vol hebdomadaire en basse saison. Devant des taux de remplissages décevants, la compagnie ferme la ligne en avril 2008.

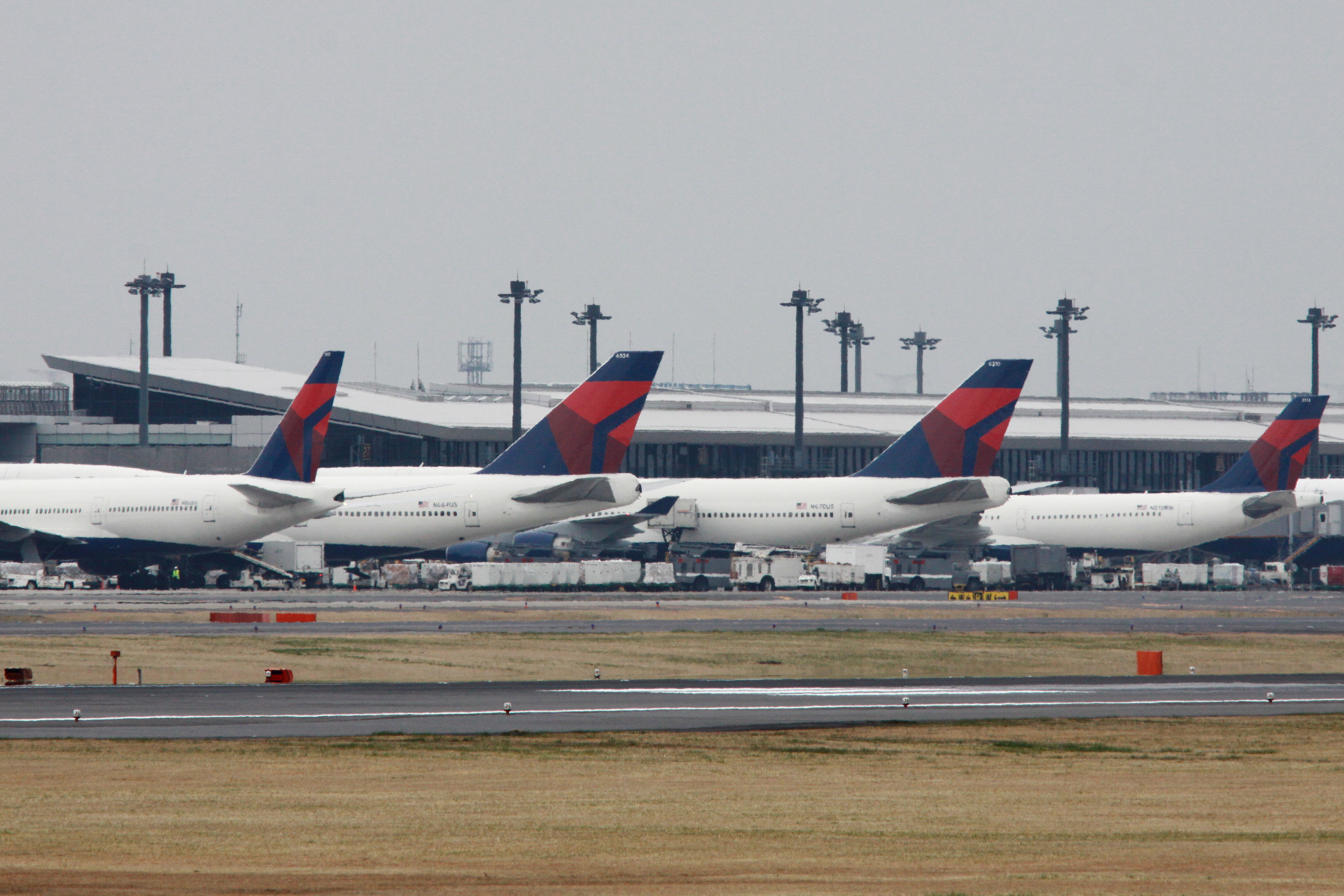
4 avions de Delta à Narita

Delta prend livraison de son premier Boeing 777-200LR le 29 février 2008, à l'époque appareil doté du plus important rayon d'action au monde. Cet avion fait partie d'une commande de 8 appareils destinés à remplacer la flotte intercontinentale de Delta sur les lignes les plus longues. Le premier appareil, baptisé The Delta Spirit en souvenir du Boeing 767-200 Spirit of Delta qui fut livré en 1982, est livré au cours d'une cérémonie organisée à Seattle à laquelle assiste Edward Bastian (président et directeur financier) et 100 employés de la compagnie.
Mais en 2005, Delta airlines est en quasi-faillite. Mais l'article 11 du livre de commerce des États-Unis lui autorise de continuer ses opérations pendant sa restructuration (s'il y arrive).
Mais Delta sort finalement de la faillite vers 2007 plus forte qu'avant!

#### Fusion avec Northwest Airlines

Symbole utilisé pour désigner la fusion Delta-Northwest

Le 14 avril 2008, les conseils d’administration de Delta Air Lines (3e compagnie aérienne américaine en 2007) et de Northwest Airlines (alors 5e compagnie américaine) ont approuvé la fusion des deux groupes sous le nom de Delta. Cette compagnie a la 1re place mondiale du transport aérien pour le trafic et contrôle 25 % du marché américain. Son chiffre d'affaires annuel dépasse 35 milliards de dollars, pour 800 avions et 75 000 salariés. Le 1er février 2010, Delta Air Lines a annoncé avoir terminé l'intégration de Northwest Airlines dans son groupe. Le dernier vol sous le code de Northwest Airlines eut lieu le 30 janvier (NW2470 reliant Los Angeles à Las Vegas) .

### Années 2010

#### Poursuite du renouvellement de la flotte
Delta annonce le 20 novembre 2014 une importante commande de 50 avions longs-courriers auprès d'Airbus pour une valeur (au prix catalogue) de 14,3 milliards de dollars. Cette commande porte sur 25 Airbus A350-900 et 25 A330-900neo et représente une victoire importante pour Airbus face à Boeing. Delta compte ainsi 105 appareils en commande auprès d'Airbus. Ces appareils, plus performants et économes, devraient progressivement remplacer les Boeing 747 et 767 qui ont des coûts opérationnels 20% supérieurs. Les A350 seront en particulier utilisés sur les liaisons entre les États-Unis et l'Asie alors que les A330neo seraient plutôt utilisés sur les liaisons transatlantiques. La livraison de ces appareils devrait s'échelonner entre 2017 et 2019,.

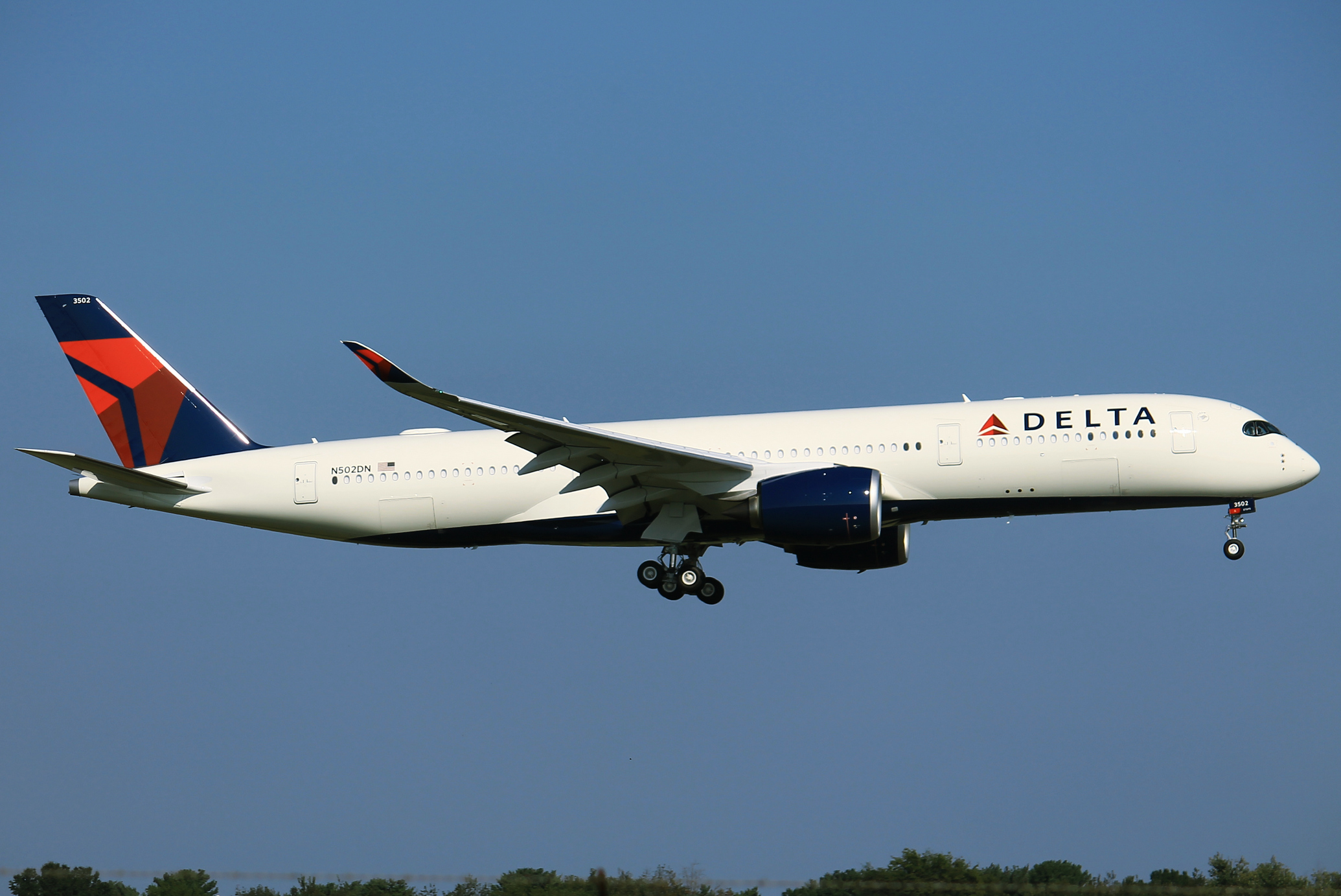
L'Airbus A350 a fait son entrée dans le flotte de Delta en 2017

Delta poursuit le renouvellement de sa flotte court et moyen-courrier en annonçant plusieurs commandes en ce sens au cours de l'année 2016:
- Le 28 avril 2016, une commande de 75 A220-100 assortie d'une option convertible de 50 A220-300 pour une valeur estimée de 5,6 milliards de dollar (au prix catalogue)[17].
- Quelques jours plus tard, la confirmation de la commande de 37 Airbus A321 supplémentaires équipés de sharklets (extensions d'ailes verticales), pour une valeur catalogue de 4,25 milliards de dollars[18].

Ces nouveaux appareils permettront de remplacer les 116 McDonnell Douglas MD-88 que Delta exploite encore.

#### Rapprochement avec Aeromexico
Delta dépose début-avril 2015 une demande d'immunité antitrust pour former avec Aeromexico une coentreprise pour leur opération entre les États-Unis et le Mexique. Cette demande prolonge une coopération engagée en 1994 avec le premier accord de partage de codes entre les deux compagnies et la prise de participation de Delta dans Grupo Aeromexico en 2002.
Le département des Transports des États-Unis accepte leur demande sous conditions le 4 novembre 2016. Malgré la dureté de ces conditions (notamment des clauses drastiques de non-exclusivité et d'abandons de créneaux horaires), les deux compagnies les acceptent le 21 décembre 2016, pouvant ainsi coordonner leurs stratégies et leurs plannings de vol sur ces destinations.
En novembre 2015, Delta annonce son intention d'acquérir une participation de 32 % dans Aeromexico pour près de 600 millions de dollars.

#### Impact des incertitudes politiques et du risque terroriste
Le 4 avril 2016, Delta annonce que les attentats commis à Bruxelles ont eu un impact négatif de 5 millions de dollars sur ses résultats de mars 2016.
À la suite du Brexit, Delta annonce le 14 juillet 2016 une réduction de 6% des capacités entre les États-Unis et la Grande-Bretagne en raison de la sortie de la Grande-Bretagne de l'Union Européenne. La réduction de la demande et la baisse de la livre sterling face au dollar auraient coûté 40 millions de dollars à Delta Airlines.

#### Développement du réseau
Delta continue d'étendre son réseau international avec notamment l'ouverture de lignes aériennes vers Cuba après une absence de 55 ans, au départ de Miami, New York-JFK et Atlanta vers La Havane. Delta avait suspendu son service vers Cuba le 1er décembre 1961 du fait de l'instabilité politique du pays. Delta avait cependant affrété des vols charters vers Cuba entre le début des années 2000 et décembre 2012.

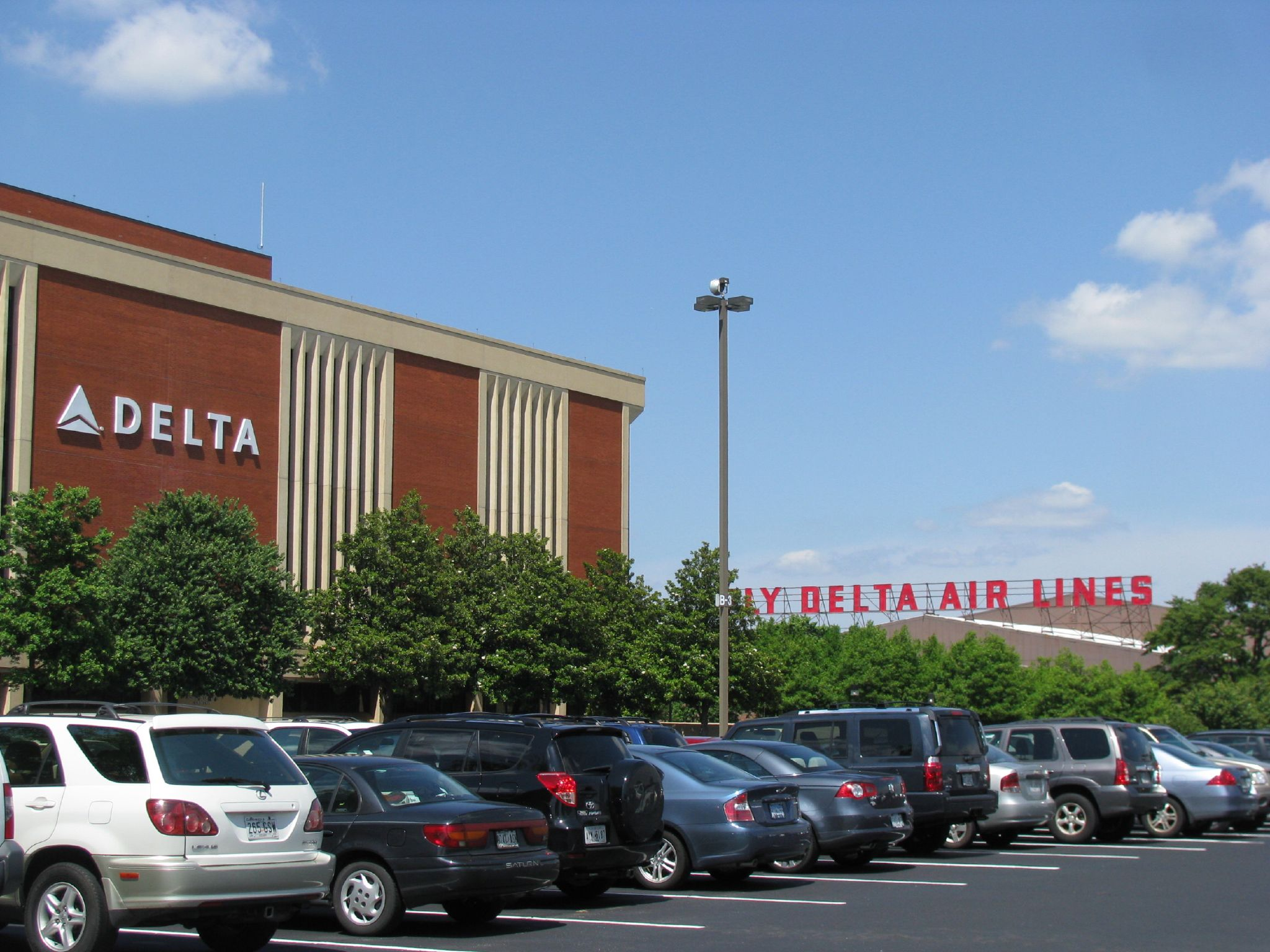
Le siège de Delta Air Lines

La compagnie devrait aussi étendre son réseau transatlantique avec l'ouverture de trois nouvelles liaisons à l'été 2017:
- New York-JFK - Berlin-Tegel (qui avait été suspendue en septembre 2011)
- New York-JFK - Lisbonne (qui avait été suspendue en 1995)
- Boston - Dublin qui s'ajoute aux liaisons au départ de New York-JFK et Atlanta

#### Développement avec Air-France - KLM
En juillet 2017 : Delta Air Lines a conclu un accord avec la compagnie chinoise China Eastern Airlines de prendre une participation chacune de 10 % de Air France KLM. Cet accord prévoit également qu'Air-France et Delta Air Lines prennent 40 % chacun du capital de la compagnie aérienne Virgin Atlantic (le groupe Virgin conservera les 20 % du capital restant).
En septembre 2019, Delta Air Lines annonce l'acquisition d'une participation de 20 % dans la compagnie aérienne LATAM pour 1,9 milliard de dollars, obligeant ce dernier à terme à intégrer SkyTeam au lieu de Oneworld.

### Années 2020
Après avoir reçu ses premiers exemplaires d'Airbus A220-100 en 2019, la compagnie met en service la version plus grande l'A220-300 en 2020.
En 2021, dans le contexte de pandémie de Covid-19, Delta Air Lines décide, à la différence de plusieurs de ses concurrents, de ne pas imposer la vaccination à ses employés. En revanche, les employés non vaccinés de la compagnie devront se faire tester chaque semaine et ne pourront bénéficier d'aucun congés maladie.
| - Airbus A220-100 à l'approche de l'aéroport de New-York La Guardia - Cabine de l'A220 de Delta |

### Identité visuelle (logo)
Delta a connu beaucoup de changements dans son identité visuelle au cours de son histoire en particulier dans les années 1950-1960 mais aussi dans les années 1990-2000. Ainsi, cinq logos différents se sont succédé entre 1993 et le printemps 2007 avant que Delta ne dévoile une nouvelle identité le 30 avril 2007. Cette nouvelle identité concorde avec la sortie de Delta du régime américain des faillites.
La nouvelle livrée ne requiert que 4 différentes teintes de peinture (quand la précédente en nécessitait 8) ce qui permet de réduire de 20 % la charge de travail nécessaire à la peinture des avions dans la nouvelle livrée.

Logo de Delta en 1934.
Logo de 2000 à 2004.
Logo de 2004 à 2007.
Logo de 1955 à 1959.
Logo de 1959 à 1962.
Logo de 1962 à 1963.
Logo de 1963 à 1985.
Logo de 1985 à 1993.
Logo de 1993 à 1995.
Logo de 1995 à 2000.

Logo de 2000 à 2004.
Logo de 2004 à 2007.
Logo depuis le printemps 2007.

## Flotte

### Flotte actuelle

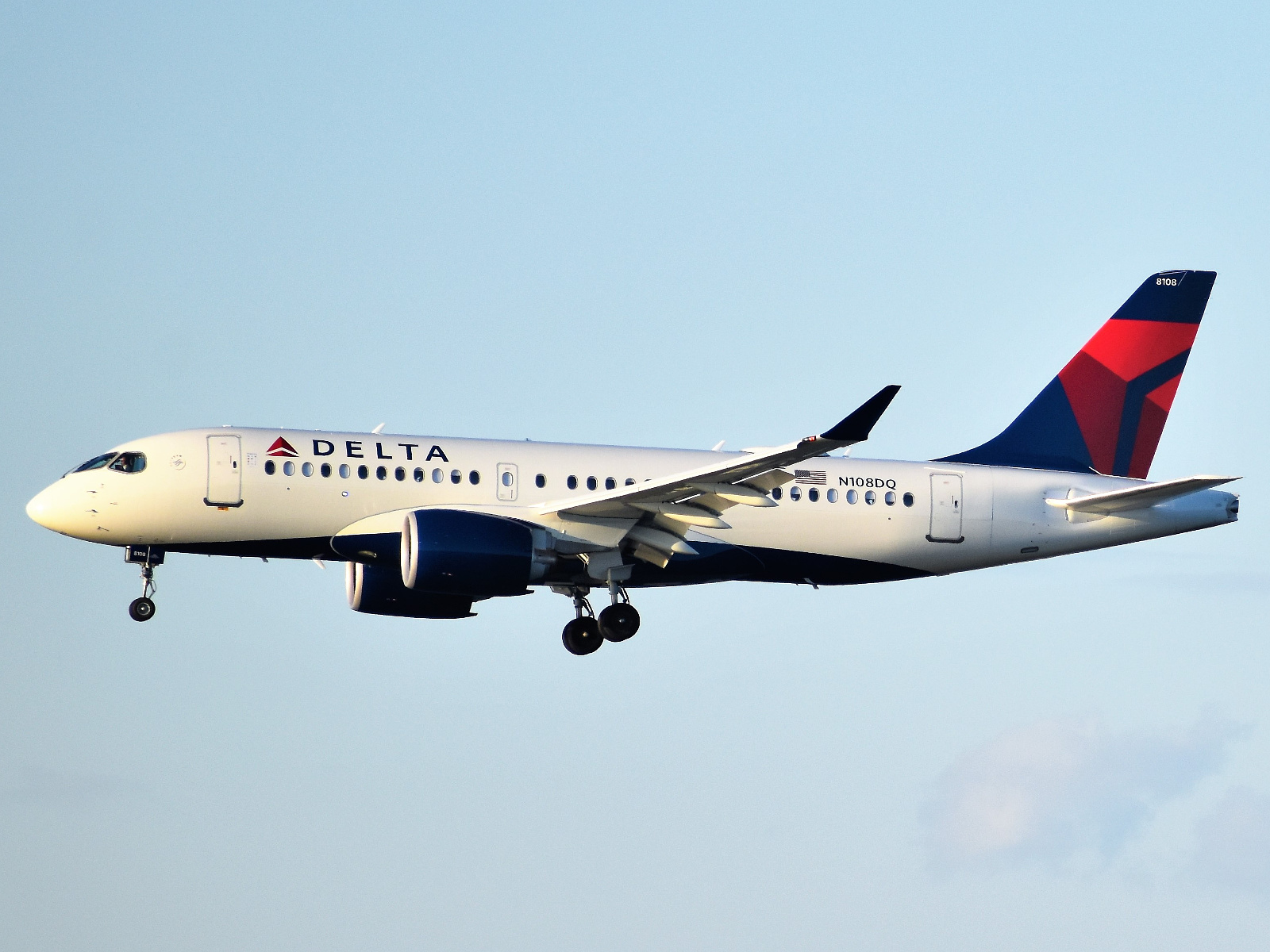
Airbus A220-100.

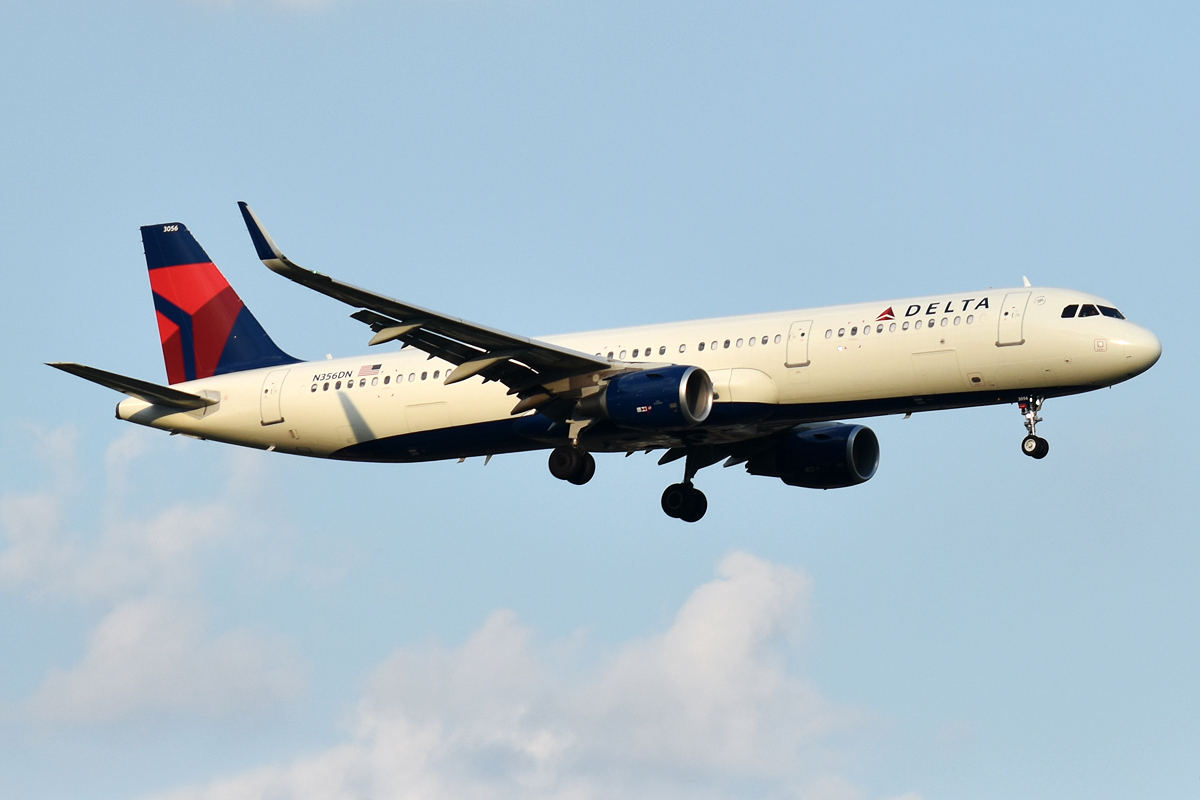
Airbus A321-200.

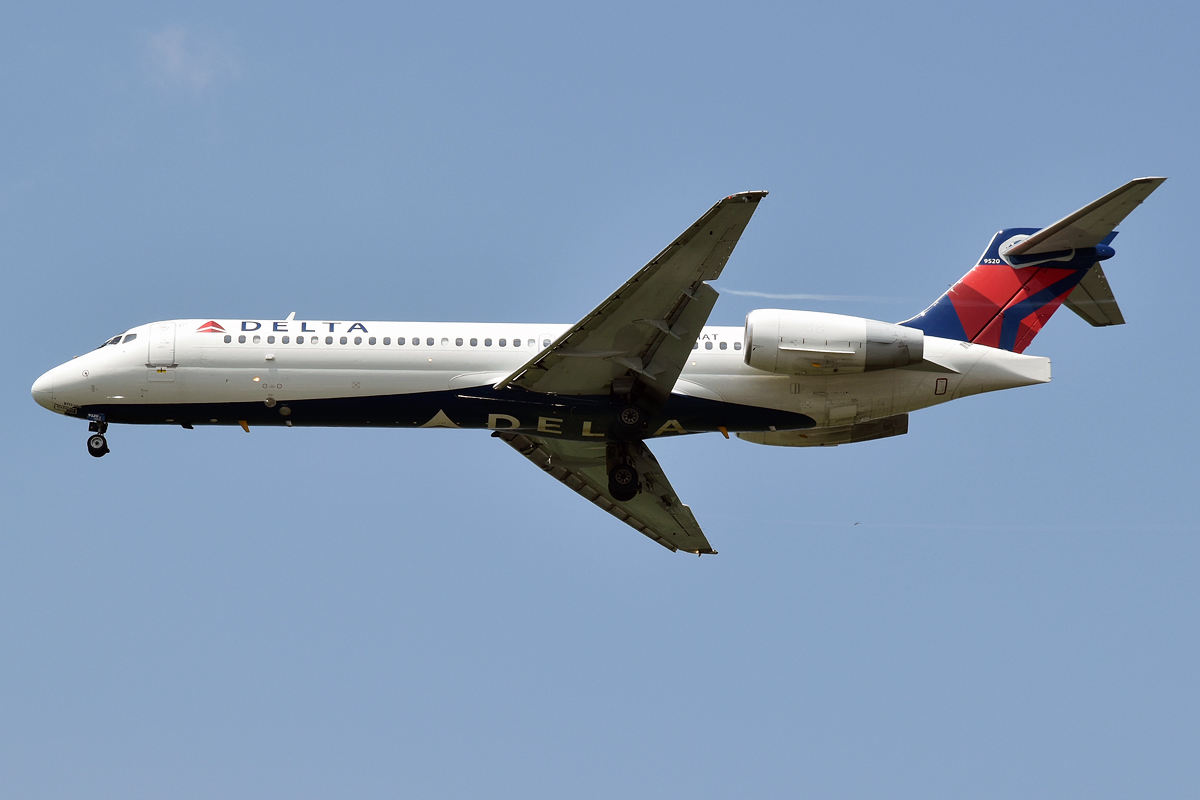
Boeing 717.

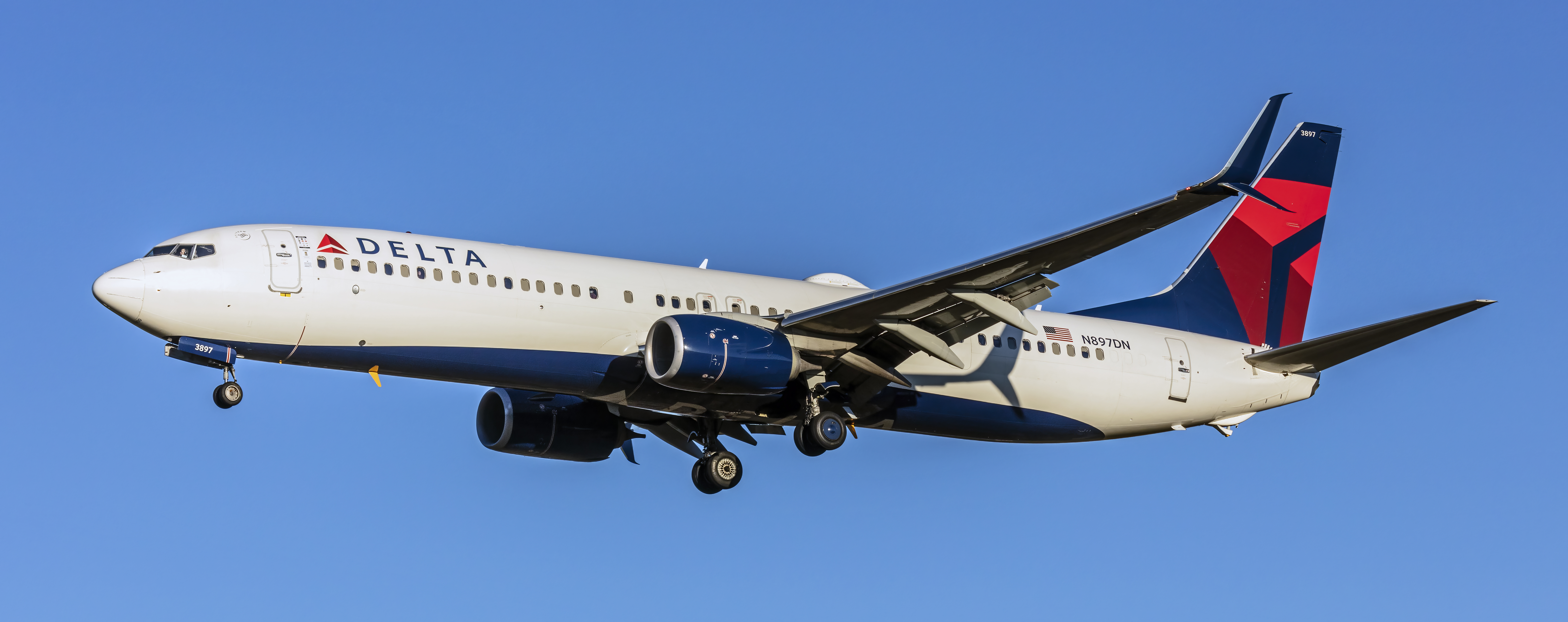
Boeing 737-900.

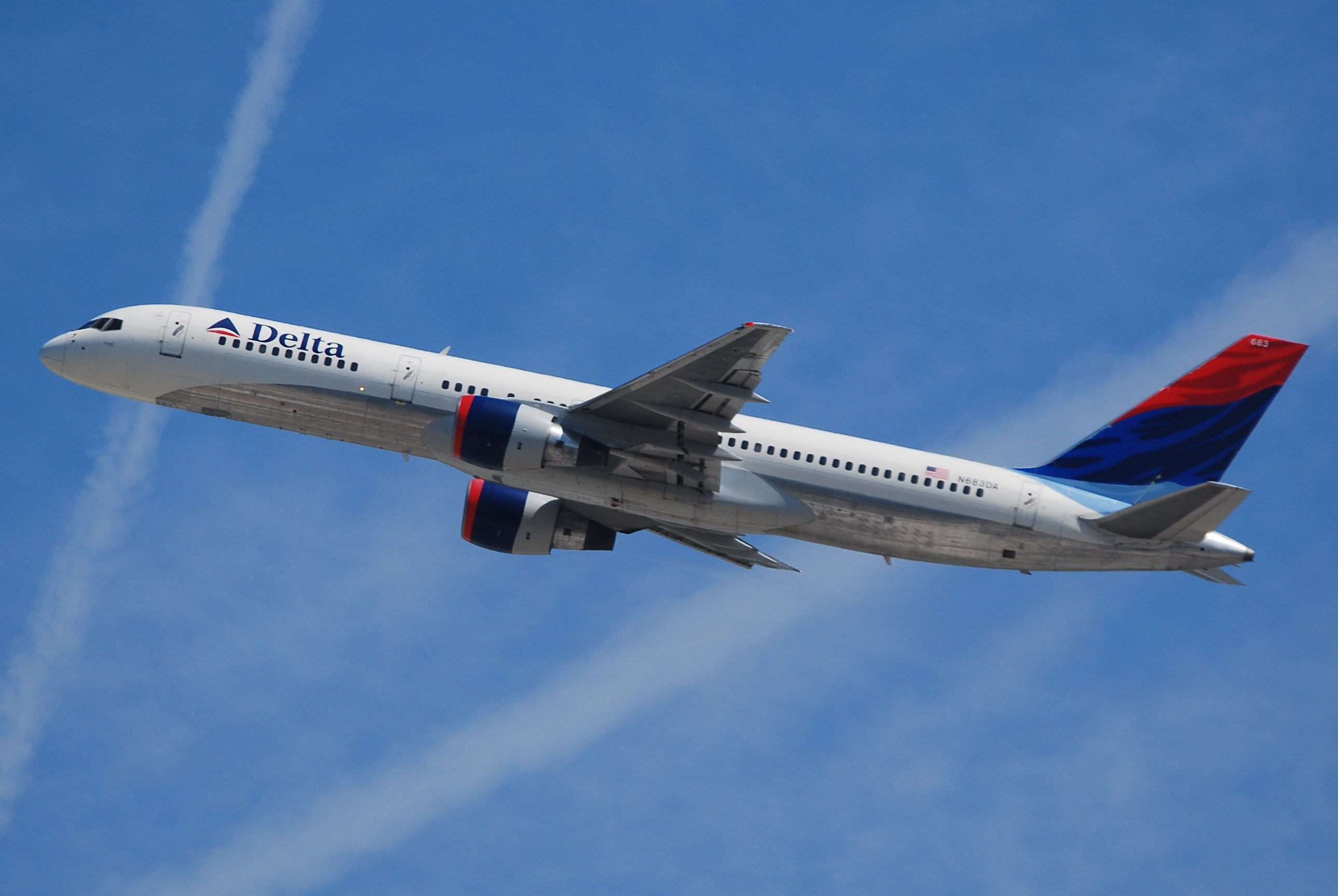
Boeing 757-200.

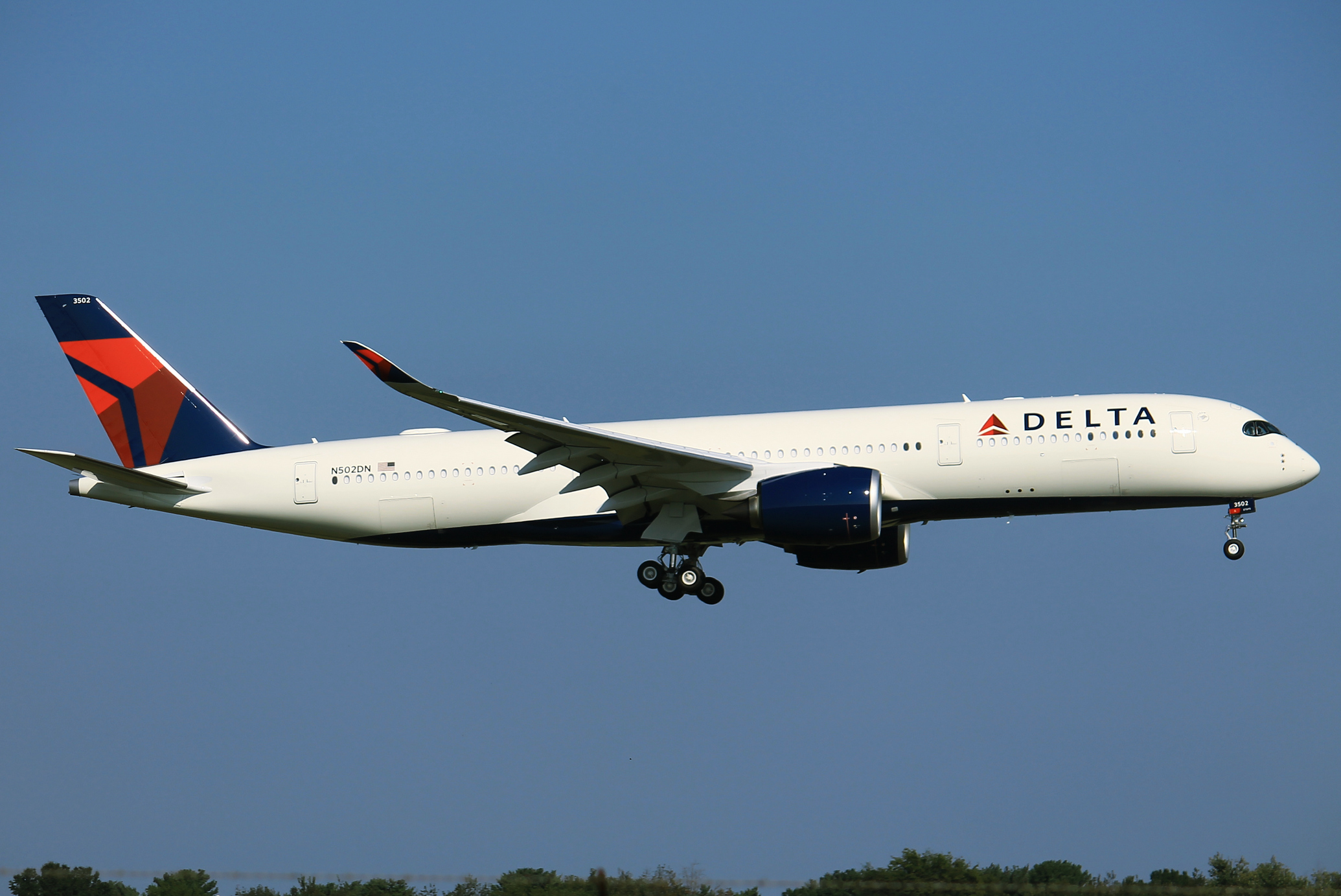
Airbus A350-900.

En juin 2025, les appareils suivants sont en service au sein de la flotte de Delta Air Lines (sans compter la flotte des filiales opérant pour les vols de Delta Connection), :
En décembre 2016, Delta Airlines a annulé la commande de 18 Boeing 787-8, évaluée à 4 milliards de dollars américains. Ces appareils avaient été achetés initialement par Northwest Airlines, compagnie avec laquelle elle a fusionné en 2008.
Début janvier 2019, la compagnie commande 15 Airbus A220 supplémentaires, ce qui porte la commande à 90.

### Ancienne flotte

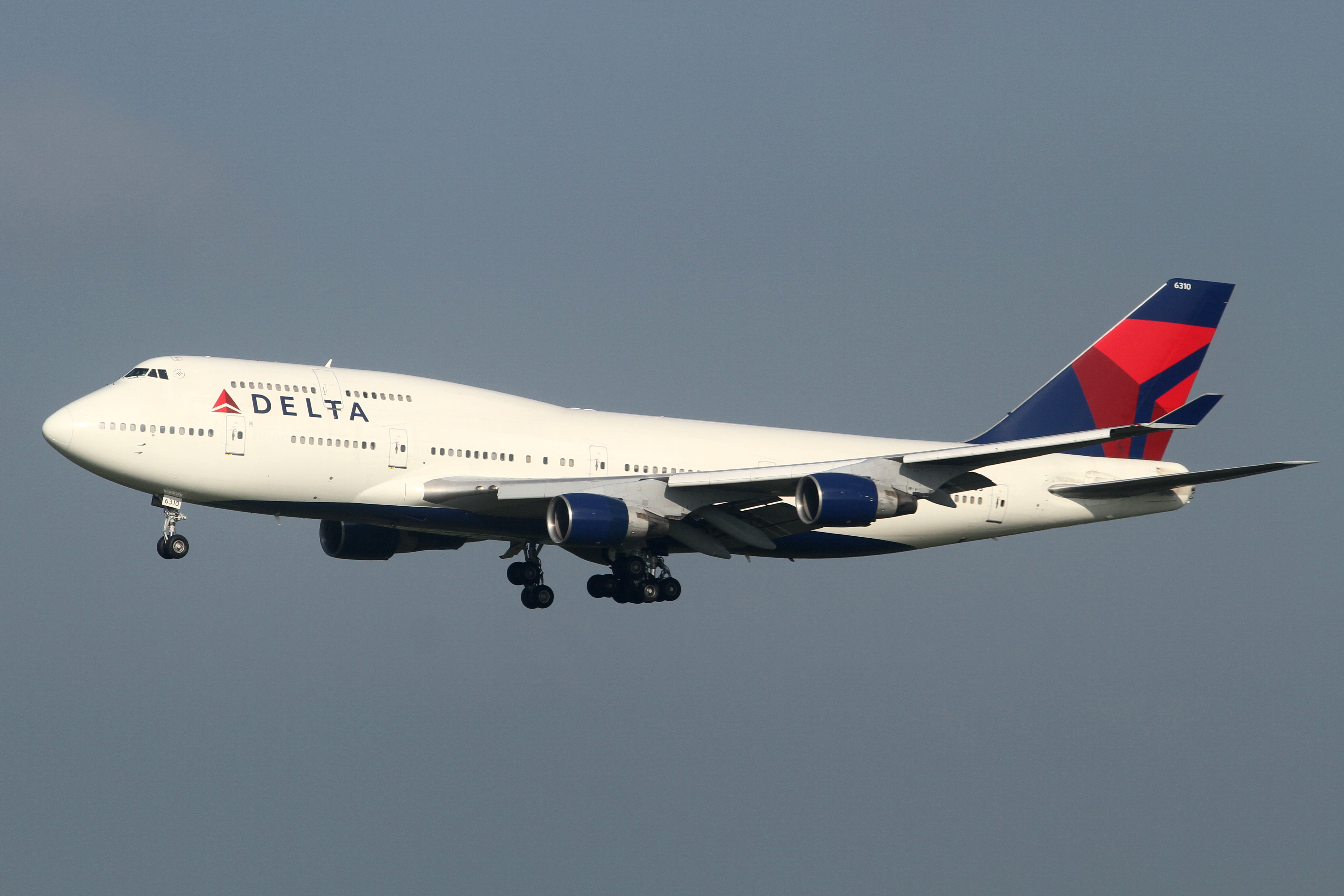
Boeing 747-400

- Airbus A310
- Boeing 727
- Boeing 737-200
- Boeing 737-300
- Boeing 747-100
- Boeing 747-400
- Boeing 767-200
- Boeing 777-200
- Convair 880
- Curtiss C-46 Commando
- Douglas DC-3
- Douglas DC-4
- Douglas DC-5
- Douglas DC-6
- Douglas DC-7
- Douglas DC-8
- Douglas DC-9
- Lockheed L-100 Hercules
- Lockheed Model 10
- Lockheed L-1011 TriStar
- McDonnell Douglas DC-10
- McDonnell Douglas MD-11
- McDonnell Douglas MD-88
- McDonnell Douglas MD-90

## Destinations
Delta dessert les aéroports français de Roissy-Charles-de-Gaulle et Nice-Côte d'Azur. Nice est uniquement desservi de New York (JFK), ainsi qu'Atlanta tandis que les vols pour Paris/Charles-de-Gaulle partent d'Atlanta, Salt Lake City, New York (JFK et EWR), Minneapolis-St. Paul, Cincinnati, Boston, Detroit, Seattle, et Raleigh-Durham. En été, Delta dessert également Paris depuis Philadelphie, Pittsburgh et Chicago (O'Hare). Delta dessert aussi d'autres pays et villes francophones : Québec et Montréal (Québec, Canada) depuis New York (JFK), Bruxelles (Belgique) depuis New York (JFK) et Atlanta (ce dernier seulement en été), Dakar (Sénégal) depuis New York (JFK) et Port-Au-Prince (Haiti) depuis Atlanta.
En avril 2016, Delta annonce qu'elle suspend sa liaison directe entre Atlanta et Bruxelles jusqu'en mars 2017 à la suite des attentats du 22 mars 2016 qui ont touché l'aéroport Bruxelles-Zaventem.

## Hubs
Delta opère neuf hubs à travers les États-Unis. Les aéroports listés ci-dessous sont classées par ordre d'importance en tant que hub pour Delta.
- Aéroport d'Atlanta—Hartsfield-Jackson — Hub de Delta pour le sud-est des États-Unis, pour l'Amérique latine et les Caraïbes, ainsi que son hub le plus fréquenté.
- Aéroport métropolitain de Détroit — Un des deux hubs de Delta pour le Midwest avec Minneapolis. Hub primaire de l'est des États-Unis pour l'Asie. Delta y opère également de nombreux vols vers l'Europe.
- Aéroport de Minneapolis-Saint Paul — Un des deux hubs de Delta pour le Midwest avec Détroit. Hub primaire de Delta pour les vols vers le Canada. Delta y opère également des vols vers l'Europe et l'Asie.
- Aéroport de New York-JFK — Hub primaire de Delta pour les vols transatlantiques vers l'Europe. Delta y opère également des vols nationaux, ainsi que des vols vers l'Amérique latine et les Caraïbes.
- Aéroport de Salt Lake City — Hub de Delta pour la région des Rocheuses. Delta y effectue également des vols vers le Mexique, le Canada et l'Europe.
- Aéroport de Los Angeles — Hub primaire de Delta pour la côte ouest, ainsi que pour l'Asie et l'Océanie. Delta y opère également des vols vers l'Europe et l'Amérique latine.
- Aéroport de New York-LaGuardia — Hub primaire de Delta pour le nord-est des États-Unis. Delta opère de nombreux vols régionaux pour toute la côte est, et quelques destinations au Canada.
- Aéroport de Seattle-Tacoma — Hub de Delta pour le nord-ouest des États-Unis, et hub secondaire pour la côte-ouest, l'Asie et l'Océanie. Delta effectue également des vols vers l'Europe depuis Seattle.
- Aéroport de Boston-Logan — Hub secondaire de Delta pour la côte-est et les vols transatlantiques vers l'Europe.

## Cabines

### Delta One

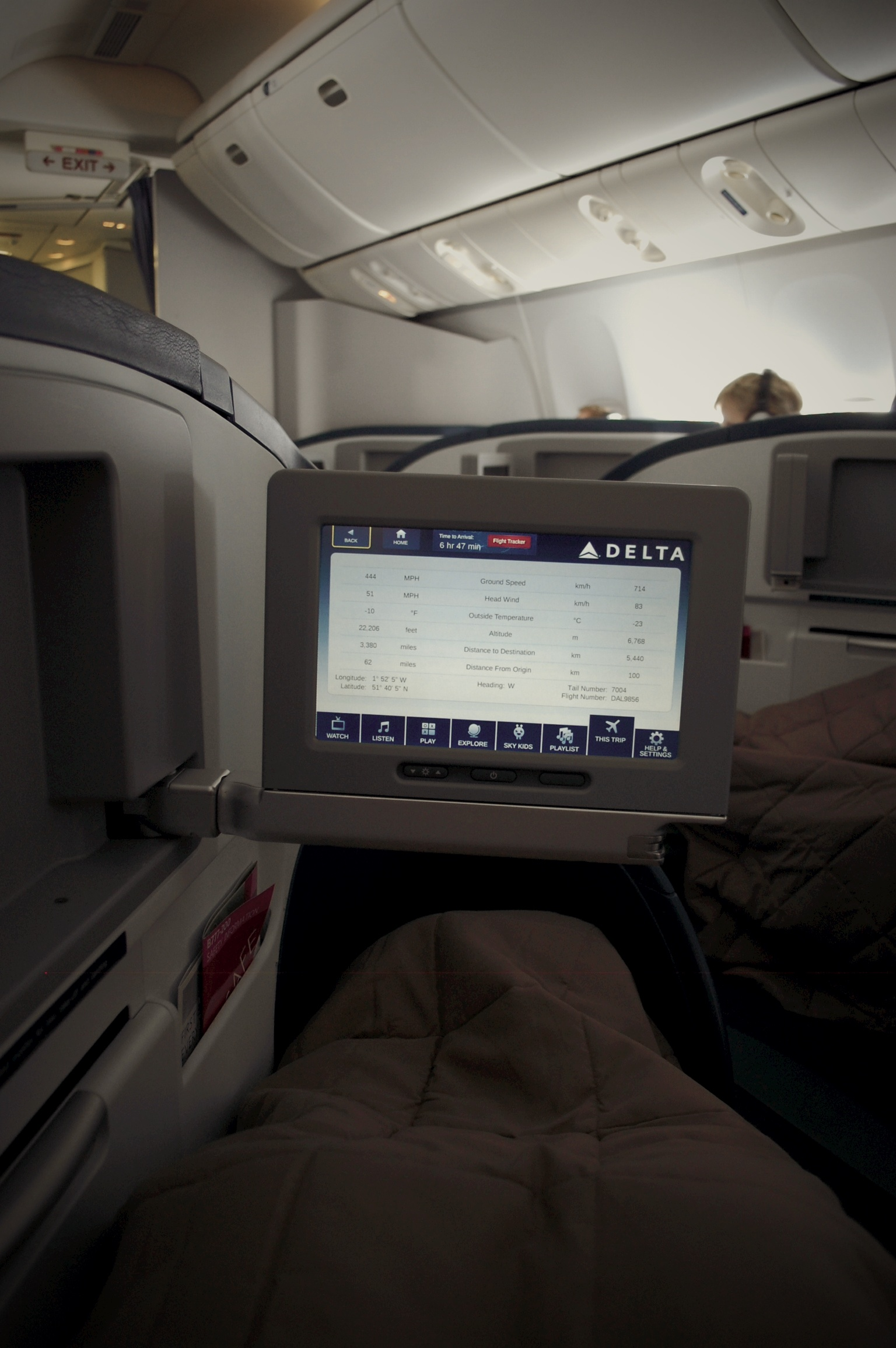
Siège Delta One à bord d'un Boeing 777-200ER.

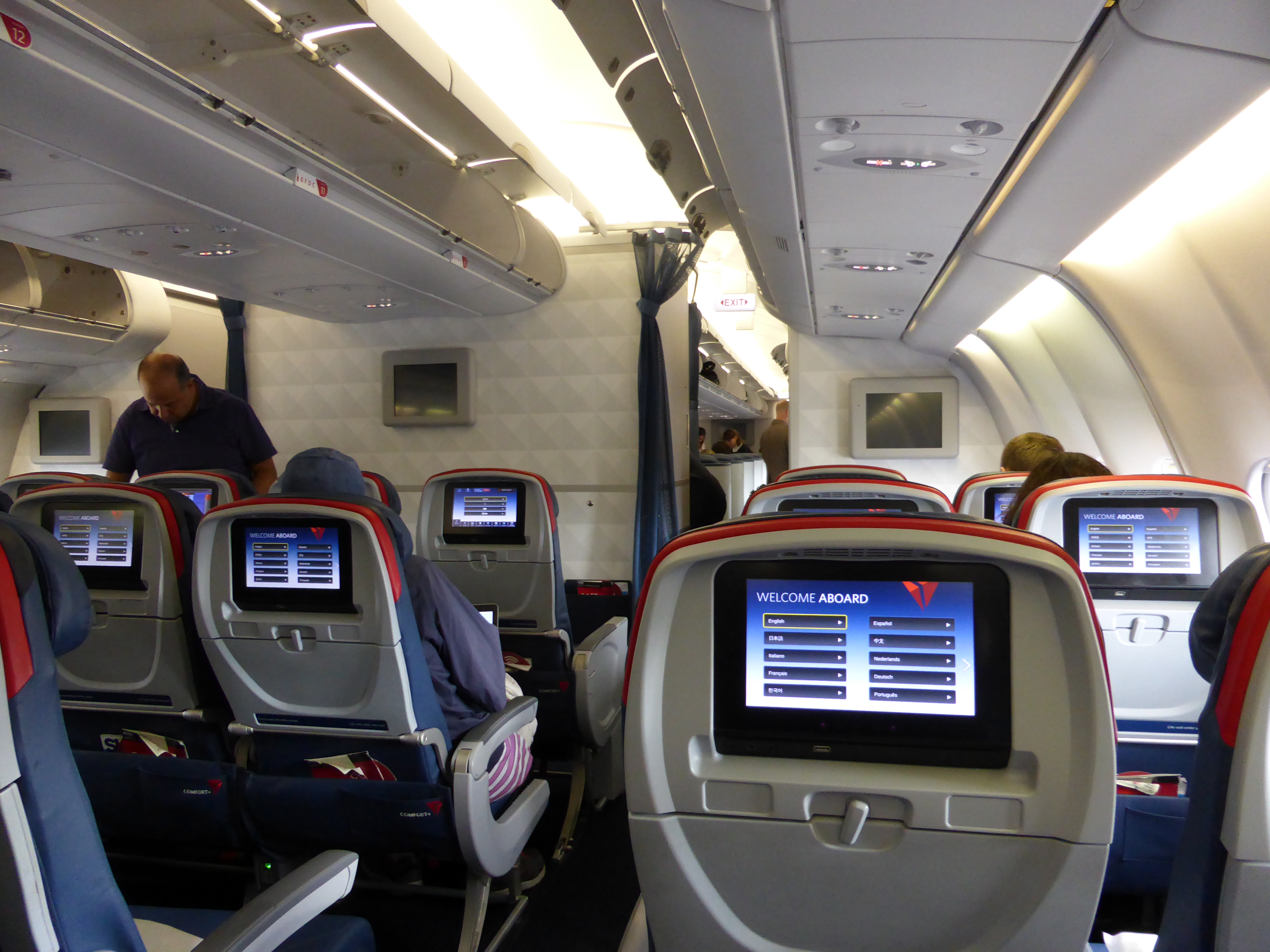
Siège Économique à bord d'un Airbus A330-300.

Delta One est la Classe Affaires internationale et transcontinentale de Delta Air Lines. Les passagers en Delta One reçoivent des repas, rafraichissements, boissons alcoolisées et une trousse de confort en complément. La classe Delta One est disponible sur le réseau intérieur transcontinental entre New York et Los Angeles, San Francisco et Seattle.
Les Boeing 757-200 et certains Boeing 767-300ER configurés en cabine Delta One possèdent d'anciens types de sièges inclinables faits par Recaro et BE Aerospace respectivement. Les sièges de la classe Delta One sur Boeing 767-300ER ont 150 centimètres d'espace pour les jambes et une largeur de 47 centimètres, tandis que les sièges sur Boeing 757-200 ont 140 centimètres d'espace pour les jambes et une largeur de 51 centimètres. Tous les sièges sont équipés d'un système personnel et à la demande de divertissement à bord, de prises universelles, de liseuses réglables et d'une table pliable. Les sièges Delta One qui équipent les Boeing 757-200 ayant appartenu à American Airlines/Trans World Airlines ont un système d'inclinaison électrique, alors que ceux ayant appartenu à Northwest Airlines ont un système d'inclinaison mécanique. Il est prévu que ces derniers soient convertis en configuration domestique.
Les sièges Delta One sur Boeing 767-400ER sont inclinables à 180° (fabriqués par Contour Aerospace (en) et conçus par James Thompson) et possèdent un design axé sur l'économie d'espace. En effet le bas du bout des sièges s'étendent sous les accoudoirs des suites situés devant en position horizontale. Tous les sièges disposent d'un accès au couloir et s'allongent à l'horizontale.
Le 5 novembre 2012, Delta a annoncé qu'il introduirait des sièges Delta One inclinables à 180° sur les Boeing 757-200 ayant appartenu à American Airlines/Trans World Airlines. Ces sièges seront une version modifiée du siège Diamond fabriqué par BE Aerospace exclusivement pour Delta.

### Première et Classe Affaires (court et moyen courrier)
Une Première Classe (Domestic First) [ici équivalent à une Classe Affaires] est disponible sur chaque appareil affecté au réseau intérieur, ainsi que sur les appareils de Delta Connection possédants plus de 50 sièges. L'espace pour les jambes varie entre 94  et   100 centimètres et la largeur du siège entre 47  et   52,7 centimètres en fonction de l'appareil et de la configuration. Les passagers reçoivent une collation, des boissons (alcoolisés ou non) et un repas complet sur les vols excédant 900 miles. Certains appareils possèdent des prises universelles sur chaque siège. Lorsqu'un appareil configuré pour le réseau intérieur effectue un vol international (par exemple vers les Caraïbes), la Première Classe est renommée Classe Affaire (Business Class).

## Deltalina
Deltalina est le surnom d'une employée de Delta Air Lines, Katherine Lee, surnommée ainsi parce qu'elle ressemble à Angelina Jolie. Elle présente la vidéo de sécurité de Delta, qui est peu traditionnelle et qui introduit l'humour. Elle est devenue un phénomène sur YouTube avec plus de 3 millions de hits.
Elle est également apparue sur :
- The Ellen DeGeneres Show[41] ;
- des vidéos de sureté pour les Falcons d'Atlanta[42],[43] ;
- à l'ouverture du  héliport du centre-ville d'Atlanta[44] ;
- sur CNN en (le 18 décembre 2011)[45] ;
- sur Healthy Trim en novembre 2010.

## Programme de fidélité SkyMiles
Le programme de fidélité de Delta Air Lines se nomme SkyMiles. Il permet l'accumulation de miles sur tous les vols opérés par Delta ainsi que sur d'autres compagnies aériennes notamment de l'alliance SkyTeam. Un barème d'acquisition de miles sépare les différents partenaires en quatre groupes.
Les membres de SkyMiles perçoivent deux catégories de miles: les Medallion Qualification Miles ou MQM qui contribuent au statut élite du client et les Bonus Miles, crédités sur un compte dont l'utilisation permet de réserver des billets-primes ou d'effectuer d'autres achats.

### Niveaux de reconnaissance Medallions, MQM et MQD
SkyMiles comporte 4 niveaux de reconnaissance ou Medallions: Silver, Gold, Platium et Diamond. Delta est l'une des rares compagnies à proposer quatrième niveau - Diamond - accessible sans invitation. Les clients Silver sont reconnus dans le réseau SkyTeam comme des passagers Élite, les clients Gold, Platinum et Diamond comme passagers Élite Plus. Ces niveaux sont acquis en fonction du nombre de MQM obtenus au cours d'une année calendaire (respectivement 25 000, 50 000, 75 000 et 125 000).
Les MQM sont attribués en fonction de la distance parcourue lors de chaque vol. Un bonus peut être attribué en fonction de la classe de voyage empruntée (par exemple 100 % de bonus pour certains vols en classe affaire). À de rares exceptions prêt (offres promotionnelle de cartes de crédit aux États-Unis, par exemple) il est indispensable d'effectuer des vols Delta (ou compagnie partenaires) pour obtenir des MQM.
Depuis 2014 et uniquement pour les clients résidant aux États-Unis, un critère correspondand au niveau de dépense auprès de la compagnie aérienne a été ajouté pour obtenir les différents niveaux Medallion : les Dollars de qualification Medallion ou MQD. En plus du nombre de MQM, chaque client doit dépenser au cours de la même année 2 500 USD pour atteindre le niveau Silver, 5 000 USD pour le niveau Gold, 7 500 USD pour le niveau Platinum et 12 500 USD pour le niveau Diamond. Les titulaires de cartes de crédit American Express Delta sont néanmoins dispensés du critère MQD s'ils dépensent plus de 25 000 USD par an sur leur carte.
Les différents niveaux de reconnaissance Medallion offrent des avantages dont le nombre varie en fonction du statut. L'un des plus notables est l'attribution gratuite et systématique des sièges invendus en classe affaires sur les vols intérieurs (vols à l'intérieur des États-Unis à l'exception des vols transcontinentaux entre JFK et Los Angeles, San Francisco, Seattle) et selon une liste de surclassement établie en fonction du niveau Medallion et du tarif payé par le client. La liste de surclassement est disponible en ligne, sur l'application pour smartphone Fly Delta et sur les moniteurs situé à la porte d'embarquement du vol en question.

### Bonus Miles
Des Bonus Miles sont attribués à chaque vol effectué par un client en fonction de la distance parcourue en appliquant un coefficient (100 à 150 % pour la plupart des vols Delta - en fonction de la classe de voyage - pouvant tomber à 25 % voire 0 pour certaines compagnies partenaires). Un deuxième coefficient est ensuite attribué aux différents membres du programme SkyMiles (100 % de la distance parcourue pour les membres simples, 125 % pour Silver, 200 % pour Gold et Platinum, 225 % pour Diamond). Les Bonus Miles peuvent ensuite être utilisés pour acheter des billets gratuits (billets-primes) ou comme monnaie d'échange pour d'autres biens ou services.
De nombreuses offres promotionnelles permettent d'obtenir des Bonus Miles supplémentaires (cartes de crédit partenaire, sites de commerce en ligne).
Le 26 février 2014, Delta Air Lines crée la surprise en annonçant une refonte de son système de gain de Bonus Miles. À compter du 1er janvier 2015, l'attribution de ceux-ci ne sera plus fonction du nombre de miles parcourus mais du prix du billet payé (sans les taxes d'aéroport). Un coefficient multiplicateur variant en fonction du statut du client est ensuite appliqué pour déterminer le nombre de Bonus Miles crédité (x5 pour les membres simples, x7 pour les membres Silver, x8 pour les membres Gold, x9 pour les membres Platinum et x11 pour les membres Diamond). Le gain de Bonus Miles est cependant limité à 75 000 pour un aller-retour donné. Cette évolution du programme de fidélité marque un nouveau pas de l'industrie aérienne vers un système de récompense de la fidélité basé sur les revenus générés par le client et non plus sur la fréquence ou l'intensité de l'utilisation du réseau.
Ce nouveau système ne s'applique cependant qu'aux billets d'avion achetés auprès de Delta. Les billets éligibles achetés auprès, notamment, de compagnie partenaires, continueront de donner droit à un crédit de Bonus Miles SkyMiles dont le montant sera calculé en fonction de la distance parcourue et selon les conditions explicitées ci-dessus. Enfin, Delta promet à partir de 2015, une nouvelle page de recherche de billets-prime avec une meilleure disponibilité de ceux-ci, la possibilité de réserver des allers-simples (impossible jusqu'alors) et de mixer le paiement entre miles et argent comptant.

## Accidents et incidents mortels
| Date             | Lieu                                                             | Appareil                  | Numéro de série Immatriculation | Numéro de vol | Nombre de victimes | Causes |
| ---------------- | ---------------------------------------------------------------- | ------------------------- | ------------------------------- | ------------- | ------------------ | --- |
| 22 avril 1947    | Columbus                                                         | Douglas DC-3C             | 9066 (NC49657)                  | X             | 8/8 + 1            | L'avion est pris dans les turbulences d'un Vultee BT-13 et réciproquement. |
| 10 mars 1948     | Aéroport international O'Hare de Chicago                         | Douglas DC-4              | 18390 (NC37478)                 | 705           | 12/13              | Perte de contrôle de l'avion pour des raisons inconnues. |
| 17 mai 1953      | Marshall                                                         | Douglas DC-3DST-318       | 2224 (N28345)                   | 318           | 19/20              | Perte de contrôle à cause de violentes turbulences. |
| 16 novembre 1959 | Golfe du Mexique                                                 | Douglas DC-7B             | 45355/322 (N4891C)              | 967           | 42/42              | L'avion s'écrase en mer pour des raisons inconnues. |
| 23 mai 1960      | Aéroport international Hartsfield-Jackson d'Atlanta              | Convair CV-880-22-1       | 22-00-16 (N8804E)               | 1903          | 4/4                | L'avion décroche au décollage. |
| 30 mars 1967     | La Nouvelle-Orléans                                              | Douglas DC-8-51           | 45409/19 (N802E)                | 9877          | 6/6 + 13           | L'équipage voulait simuler un atterrissage sans moteur mais l'avion s'écrasa dans une zone résidentielle. |
| 30 mai 1972      | Greater Southwest International Airport                          | Douglas DC-9-14           | 45700/11 (N3305L)               | 9570          | 4/4                | L'avion est pris dans le vortex d'un DC-10 d'American Airlines lors de son approche. |
| 31 juillet 1973  | Aéroport international de Boston-Logan                           | McDonnell Douglas DC-9-31 | 47075/166 (N975NE)              | 723           | 88/89              | Le pilote utilisa par inadvertance le mode go-around de l'avion lors de l'approche, ce qui entraîna une confusion dans la cabine car les indications données par les instruments étaient anormales. L'avion s'écrasa.                            |
| 22 février 1974  | Aéroport international Thurgood Marshall de Baltimore-Washington | McDonnell Douglas DC-9    | ?                               | 523           | 2/14 + 1           | Un homme armé tue d'abord un agent de sécurité de l'aéroport avant de s'introduire dans l'avion et de tirer sur le pilote et le copilote, tuant ce dernier. Il est ensuite abattu par la police.                                                 |
| 2 août 1985      | Aéroport international de Dallas-Fort Worth                      | Lockheed L-1011 TriStar 1 | 1163 (N726DA)                   | 191           | 134/163 + 1        | L'avion est victime de cisaillements de vent lors de son approche et s'écrase après avoir touché la piste plusieurs fois. |
| 31 août 1988     | Aéroport international de Dallas-Fort Worth                      | Boeing 727-232            | 20750/992 (N473DA)              | 1141          | 14/108             | Juste après que les roues eurent décollé du sol, l'avion se mit à virer à gauche et s'écrasa contre une antenne ILS quelques mètres plus loin. L'enquête révèlera que l'équipage a tenté de décoller sans avoir déployé correctement les volets. |
| 6 juillet 1996   | Aéroport de Pensacola                                            | McDonnell Douglas MD-88   | 49714/1524 (N927DA)             | 1288          | 2/147              | Le moteur numéro 1 explose au décollage, propulsant des débris dans l'avion et tuant deux passagers. |